# Al-Sanamayn
Al-Sanamayn (en arabe : الصنمين, également orthographié Sanamein, Sanamain, ou Sunamein), est une ville du sud de la Syrie, rattachée administrativement au Gouvernorat de Deraa. Elle se trouve au centre du district d'Al-Sanamayn. Al-Sanamayn est située à 55 kilomètres au nord de Deraa et à 50 kilomètres au sud de Damas, la capitale. Elle est bordée par les localités de Kafr Shams au nord-ouest, Deir al-Bukht au nord, Jabab au nord-est, Bassir à l'est, Tubna au sud-est, Inkhil au sud-ouest et Qavta à l'ouest.
Selon le Bureau central syrien des statistiques (en), al-Sanamayn comptait 26 268 habitants au recensement de 2004. En plus d'être la capitale de son district, la ville est également le centre administratif et la seconde plus grande localité du nahié (sous-district) d'al-Sanamayn, qui comporte 16 localités pour une population totale de 113 316 habitants en 2004. Les habitants de la ville d'al-Sanamayn sont principalement des musulmans sunnites. Al-Sanamayn est située à une altitude de 640 mètres.

## Histoire

### Ère romaine
Le nom al-Sanamayn signifie « les deux idoles » en arabe. Il a été identifié dès l'ère romaine avec le village d'Aere,,, une station mentionnée dans l’Itinéraire d'Antonin sur la route reliant Damas au nord à Nawa au sud. Un temple d'al-Sanamayn, construit en l'an 191, est dédié à Tyché, la déesse grecque de la fortune,. Un autre est dédié à la déesse Fortuna, l'équivalent romain de Tyché, qui était centrale dans le culte de l'état de Bosra ; sa construction remonte au milieu du IIIe siècle, durant le règne de l'empereur Septime Sévère. Une inscription batanéenne datant du règne de l'empereur romain Julien datant de la seconde moitié du IVe siècle a été découverte à al-Sanamayn.

### Période islamique médiévale
Un traité de paix entre Baudouin Ier, le roi croisé de Jérusalem et Tughtekin, le dirigeant musulman de Damas, est signé à al-Sanamayn en l'an 1111. Ce traité est ratifié après qu'une armée de croisés poursuivant des musulmans au Lejàh ait été pris de revers et encerclée à al-Sanamayn. En décembre 1168, une armée zengide est créée à al-Sanamayn dans le but de lancer une expédition en Égypte afin de vérifier les ambitions suspectes du vizir fatimide Shirkuh, qui avait été envoyé en Égypte pour contrer les invasions des Croisades. Le sultan zengide Nur ad-Din donne 20 dinars à chaque soldat avant leur départ.
Le géographe syrien Yaqout al-Rumi visite Al-Sanamayn durant le règne des Ayyoubides dans les années 1220 ; il décrit la localité comme « une ville du Hauran, à deux pas de Damas ». Du Moyen Âge à nos jours, le temple dédié à Tyché est utilisé en tant que mosquée. À l'heure actuelle, c'est l'un des édifices syriens les mieux préservés.

### Ère ottomane
Comme dans d'autres villes présentes sur la route du hajj (pèlerinage musulman à La Mecque), le sultan ottoman Sélim Ier fait construire une forteresse à al-Sanamayn au début du XVIe siècle. Elle abrite les janissaires locaux, contrairement à celle de la ville de Muzayrib, qui est tenue par les troupes impériales. En 1596, la ville apparaît dans les listes d'impôts de l'Empire ottoman ; elle fait alors partie du nahié de Bani Kilab, dans le sandjak de Hauran. Sa population était entièrement musulmane, répartie dans 80 foyers dont 37 foyers de célibataires. Les habitants devaient payer des taxes sur le blé, l'orge, les diverses récoltes, les chèvres, les ruches et sur le moulin à eau.
Au milieu du XIXe siècle, l'explorateur Josias Leslie Porter remarque la présence de ruines de temples et affirme que le bâtiment le plus frappant était un temple en calcaire de style corinthien, qui a ensuite été converti en une église chrétienne. Il dit également qu'« il y a des restes de plusieurs grands et beaux bâtiments, et [que] certaines des maisons figurent parmi les plus belles de l'architecture du Hauran ». Ces structures comprenaient des murs épais, des portes en pierre, des toits et des volets. À la même période, la Royal Geographical Society rapporte qu'al-Sanamayn était un village entièrement musulman composé de 60 habitations et que son entrée était marquée par de gros blocs de basalte. Il appartenait alors à une famille turcomane du nom de Kawwas-oghlu, qui a également établi des campements entre al-Sanamayn et Khan Dannun au nord. Al-Sanamayn était approvisionnée en eau, abritait plusieurs espèces d'oiseaux et ses bains étaient remplis de sangsues qui étaient ramassées et vendues sur le marché de Damas. En 1898, le guide touristique Palestine and Syria: Handbook for travellers décrit al-Sanamayn comme « l'exemple typique d'un village du Hauran ».

### Ère contemporaine
Peu avant la fin de la Seconde Guerre mondiale, les Forces françaises libres possèdent un quartier général à al-Sanamayn. La Syrie était alors gouvernée par un mandat français.
Al-Sanamayn est l'une des premières villes qui a vu se dérouler des manifestations contre le gouvernement de Bachar el-Assad le 18 mars 2011, avec d'autres villes du Hauran comme Daraa, Inkhil, Jasim et Da'el. Selon les activistes de l'opposition, la foule n'a pas été attaquée par l'armée ce jour. Cependant, le 25 mars, 20 manifestants sont tués par les forces gouvernementales après avoir brûlé une statue de l'ancien président Hafez el-Assad, père du président actuel. Un activiste de l'opposition à Damas affirme que plusieurs manifestants (une vingtaine selon les témoins), ont été attaqués et tués par les forces gouvernementales alors qu'ils marchaient en direction de Deraa dans le cadre d'une manifestation de solidarité ; cette déclaration n'a toutefois pas été confirmée. Une déclaration gouvernementale affirme qu'un groupe de rebelles armés a attaqué les bâtiments de l'armée arabe syrienne à al-Sanamayn. Le 18 septembre, premier jour de l'année scolaire 2011–12, selon les activistes, un garçon de onze ans meurt après avoir reçu une balle dans la tête lors d'une protestation de boycott d'étudiants à al-Sanamayn.
Le 11 avril 2013, la ville est recapturée par l'armée syrienne.